# 刘桂妮
刘桂妮（1982年—），中国女子手球运动员，曾代表中国国家队参加2008年夏季奥运会女子手球比赛，最终获得第六名。她也参加了2006年亚洲运动会，未能获得奖牌。